# لواء تعز
لواء تعز أحد ألوية ولاية اليمن في العهد العثماني ومن ثم في المملكة المتوكلية اليمنية عندما هزم العثمانيون في الحرب العالمية الأولى وتسليمهم ما كانو يحكموه من ولاية اليمن إلى الإمام يحيى حميد الدين ومن ثم في الجمهورية العربية اليمنية حتى تم تغيير الألوية إلى محافظات.

## تاريخ
قسمت الدولة العثمانية ما كانت تحكمه من اليمن (ولاية اليمن) إلى أربعة ألوية (لواء صنعاء ولواء تعز ولواء الحديدة ولواء عسير)، وكان كل لواء يشمل عدة أقضية:
- لواء تعز ومخاليفها:
  - ومركزه مدينة تعز وكان يضم خمسة أقضية إلى جانب قضاء تعز:
    1. قضاء إب (النواحي: تربة الفحم)
    2. قضاء قعطبة (النواحي: حواشب)
    3. قضاء الحجرية (النواحي: جيش)
    4. قضاء العدين (النواحي: خشامع عمارة)
    5. قضاء محائل (النواحي: عبوس- يشران - عبتاب - مخاده - قارة - نادرة - مقبنه)
    6. قضاء المخا

حيث أن القضاء الواحد يشمل عادة على ناحيتين أو ثلاث، وتتكون الناحية من عدة عزل، وتختلف من حيث كثرتها من ناحية إلى أخرى، وتتكون العزلة من عدد غير محدود من القرى، وكان يسمى الحاكم العثماني في اليمن (والي)، ومقر حكمة (ولاية)، وكان يسمى حاكم اللواء (متصرف) وحاكم القضاء (قائم مقام).

## المملكة المتوكلية
حينما هزمت الدولة العثمانية في الحرب العالمية الأولى سنة 1918 سلمت ما كانت تحكمه في اليمن (ولاية اليمن) إلى الإمام يحيى حميد الدين، فعدل وبدل وغير في النظام، فأستبدل أمير اللواء ب«المتصرف»، والعامل ب«القائم مقام»، وفصل «قضاء إب» من «لواء تعز» سنة 1340هـ وجعله مرتبطاً بلواء ذمار، ثم بصنعاء مباشرة.
وفي سنة 1357هـ أرسل الإمام يحيى حميد الدين إبنه الحسن والياً على إب وجعلها مركز لواء، وضم إليها «قضاء العدين» و«قضاء ذي السفال»، وكانا تابعين لـ «لواء تعز»، كما ضم إليها «قضاءيريم» وقضاء النادرة وقعطبة.